# Armando Fresa
Armando Fresa (Palmi, 14 aprile 1893 – 23 ottobre 1957) è stato un politico e ingegnere italiano.

## Biografia
Funzionario del Genio Civile. Eletto deputato del Fronte dell'Uomo Qualunque all'Assemblea Costituente nel 1946. Segretario generale del Fronte dell'Uomo Qualunque fino al 24 giugno 1946, quando fu sostituito da Vincenzo Tieri. Nel novembre 1947 con Emilio Patrissi uscì dal partito per l'Unione Nazionale. Restò deputato fino al 1948.